# Медовый зал

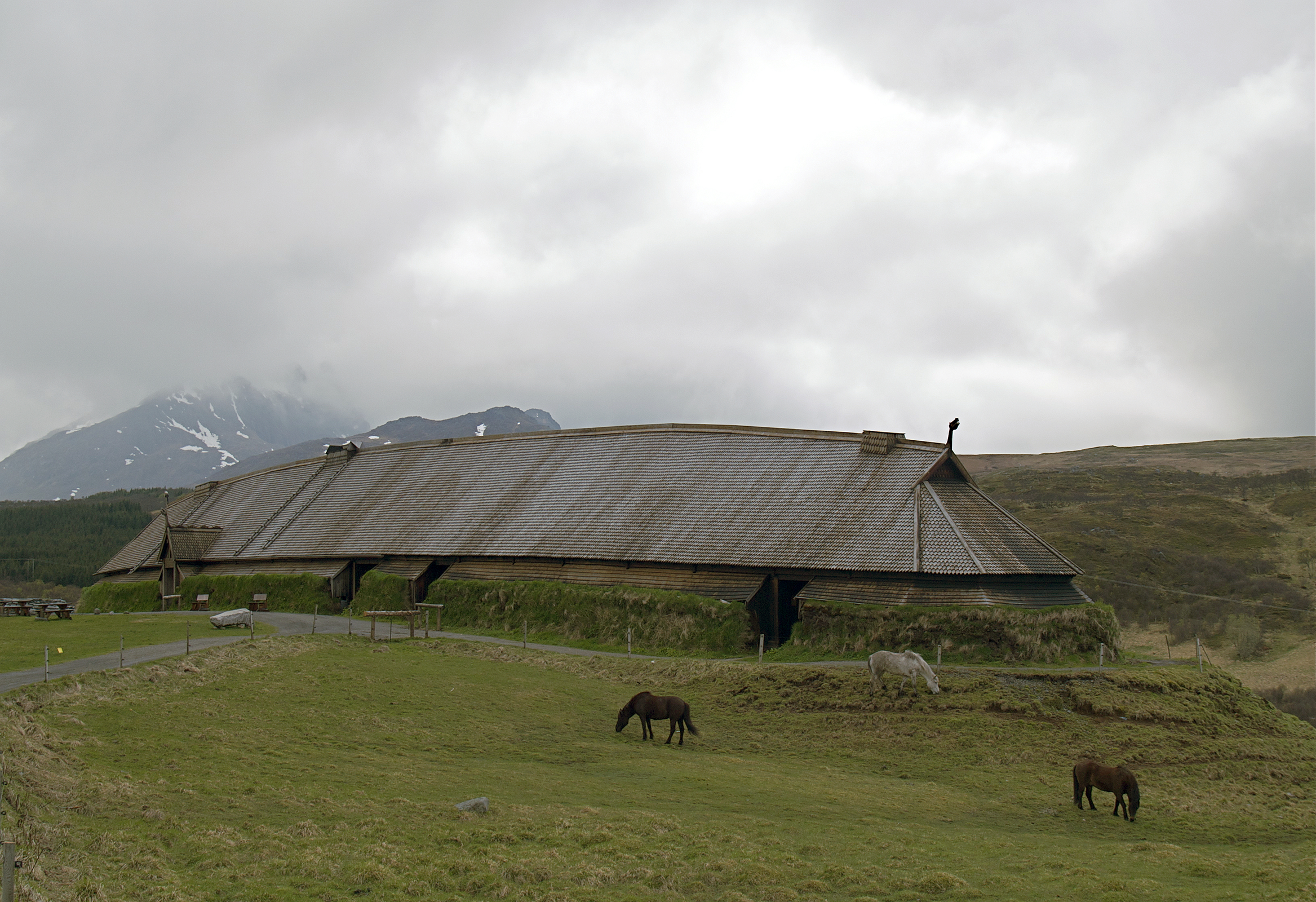
Реконструкция бражной залы в музее Лофотр.

Медовый зал (др.-сканд. mjöð-rann, возм. также mjöðsalʀ или mjöðhöllu, др.-англ. meoduhealle) — в Скандинавии эпохи викингов и у германских народов медовый, или бражный, зал изначально представлял собой длинное строение с единым пространством. Подобные строения относятся к категории так называемых длинных домов. Начиная с V века и до периода раннего Средневековья бражные залы использовались в качестве резиденции правителей и их придворных. Само название происходит от названия алкогольного напитка мёд, имевшего широкое употребление на пирах и религиозных церемониях.

## Археология

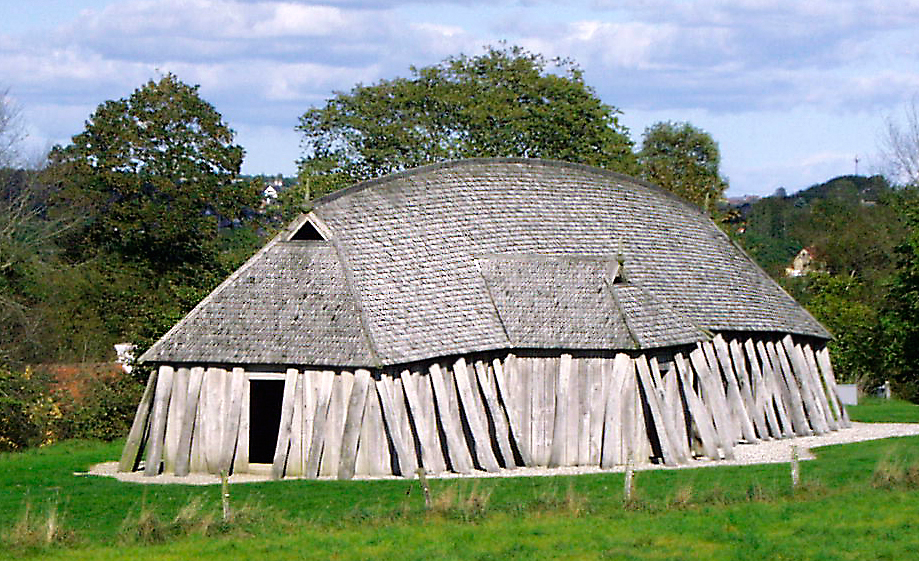
Реконструкция бражной залы Фюрката длиною 28.5 метра.

В 1986—1988 годах Том Кристенсен из Роскилдского музея открыл останки залы эпохи викингов на юго-западе Лайра, Дания. Радиоуглеродный анализ датировал находки 880 годом. Позже выяснилось, что зала была построена поверх более древней залы, датируемой 680 годом. В 2004—2005 годах Кристенсен раскопал третью залу VI века к северу от его предыдущих находок. Все три находки были 50 метров в длину.
Ещё два аналогичных строения были найдены в 1993 году в Гудме, Дания. О существовании так называемых «Gudme Kongehal» свидетельствуют лишь столбовые ямы. Золотые изделия, найденные на месте раскопок, датируются в пределах между 200 и 550 годами. Самое большое из двух зданий имеет длину 47 м и ширину 8 м. Вероятно, залы были частью религиозного и политического центра и служили местом королевских пиров.
Аналогичный зал найден на плато Кунгсгордсплатон (др.-сканд. Kungsgårdsplatån) рядом с церковью в Старой Уппсале, Швеция. Он предназначался для пиров шведских конунгов. Вместе с Храмом Уппсалы, Достоянием Уппсалы и Великими курганами Уппсалы зал был частью политического и религиозного центра Швеции.
Другие аналогичные строения можно встретить в Хёгом и Борге на Лофотенских островах, Норвегия. Одна из находок, относящиеся к железному веку, была 67 метров, а длина более поздней находки эпохи викингов 83 метра.
Начиная с 500 года и до христианизации (XIII век), эти залы являлись важными политическими центрами.

## Конструкция
Длина постройки составляла 40-60 метров, а ширина около 10 метров. Встречались и более крупные строения. Так, «длинный дом» одного из землевладельцев с Лофотенских островов (северо-запад Норвегии) достигал почти 80 метров в длину. Контуры стен образовывали ряды врытых в грунт деревянных столбов, промежутки между которыми заполнял обмазанный изнутри и снаружи глиной плетень. Иногда глину заменяла обкладка из торфа с внешней стороны. Высота стен была обычно в рост человека или ненамного превышала его.
Основу высокой, четырёхскатной кровли составляла частая «решетка» из многочисленных лагов и лёгких продольных балок, скрепленных деревянными нагелями и перевязкой из ивовых прутьев или ремней. Изнутри конструкцию поддерживали два продольных ряда столбов, связанных вверху поперечным брусом. Скаты крыши крылись гонтом, камышом или дерном.
Оконных проемов не имелось. Входов обычно было два, и помещались они в торцах постройки, традиционно ориентируемых на запад и восток, причём первый именовался «мужским», а второй — «женским».
Поперечные ряды столбов с лёгкими перегородками делили внутреннюю площадь на три отсека. Боковые помещения использовались для хозяйственных надобностей: в одном содержали скот и запасы корма для него, в другом обмолачивали и хранили зерно. Центральный отсек был жилым и одновременно служил для приготовления пищи. Здесь, в центре, располагался обложенный камнем открытый очаг (иногда два), при топке которого дым уходил через оставленное в крыше отверстие.
В Скандинавии «эпохи викингов» на основе традиционной конструкции «длинных» жилых строений развивается их особая разновидность — дома «треллеборгского» типа. Их размеры обычно не превышали 30 метров в длину и 7-8 метров в ширину. Столбы, оконтуривающие длинные стены, устанавливались рядами в виде дуг, что придавало постройке ладьевидные очертания. Это сходство подчеркивалось напоминавшими корабельные штевни коньками крыши. Лаги кровли своим основанием упирались в грунт, а низкие стрехи образовывали вдоль стен нечто вроде крытых галерей, которые в Исландии, Гренландии и норманнских поселениях Северной Америки заполнялись земляной присыпкой или торфом. Пара дверных проемов могла помещаться как в торцах здания, так и в длинных стенах, ближе к их краям. Нередко входы оформлялись в виде небольшого тамбура, что значительно улучшало теплоизоляцию.
Внутренняя площадь делилась поперечными рядами столбов с лёгкими переборками на 3-4 отсека. Объединение под одной крышей жилых и хозяйственных помещений в домах «треллеборгского» типа было явлением довольно редким, очаги (явный признак жилья) могли размещаться во всех отсеках.

## Легенды

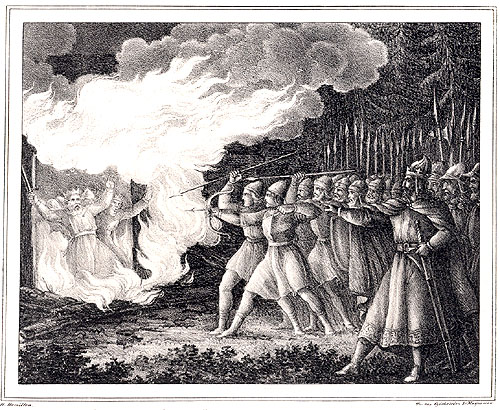
Конунг Ингьяльд сжигает своих врагов в медовом зале.

Есть несколько свидетельств об огромных медовых залах, построенных по особым случаям, когда приглашались знатные особы. Снорри Стурлусон в одном из рассказов из Круг Земной говорит о том как вермландский вождь Аки пригласил на праздник конунга Харальда Прекрасноволосого и шведского конунга Эрика Эймундссона. Однако Аки поселил Харальда в новый и роскошный зал, так как тот был моложе и подавал большие надежды, а Эрика — в старый медовый зал. Шведский конунг счел себя столь униженным, что убил Аки.
Иногда строительство медовых зал производилось лишь с целью уничтожения своих врагов. В Саге об Инглингах, также являющейся частью Круг Земной, Снорри рассказывает историю VIII века, когда легендарный шведский конунг Ингьяльд построил огромный медовый зал лишь для того, чтобы поздно ночью сжечь его вместе со своими правителями-вассалами, когда те будут спать.
В Саге об Ингваре Путешественнике Одда Мудрого описывается праздник по случаю свадьбы Эрика Победоносного и дочери норвежского ярла Хакона, где Эрик убил другого хёвдинга Аки и его 8 сообщников в зале, которую они себе построили для вейцлы. Эрик, хотя и замирился с Аки до вейцлы, сделал это из-за того, что затаил обиду на Аки, который вопреки воле Эрика женился на его дочери, убив её законного мужа.

## Мифы

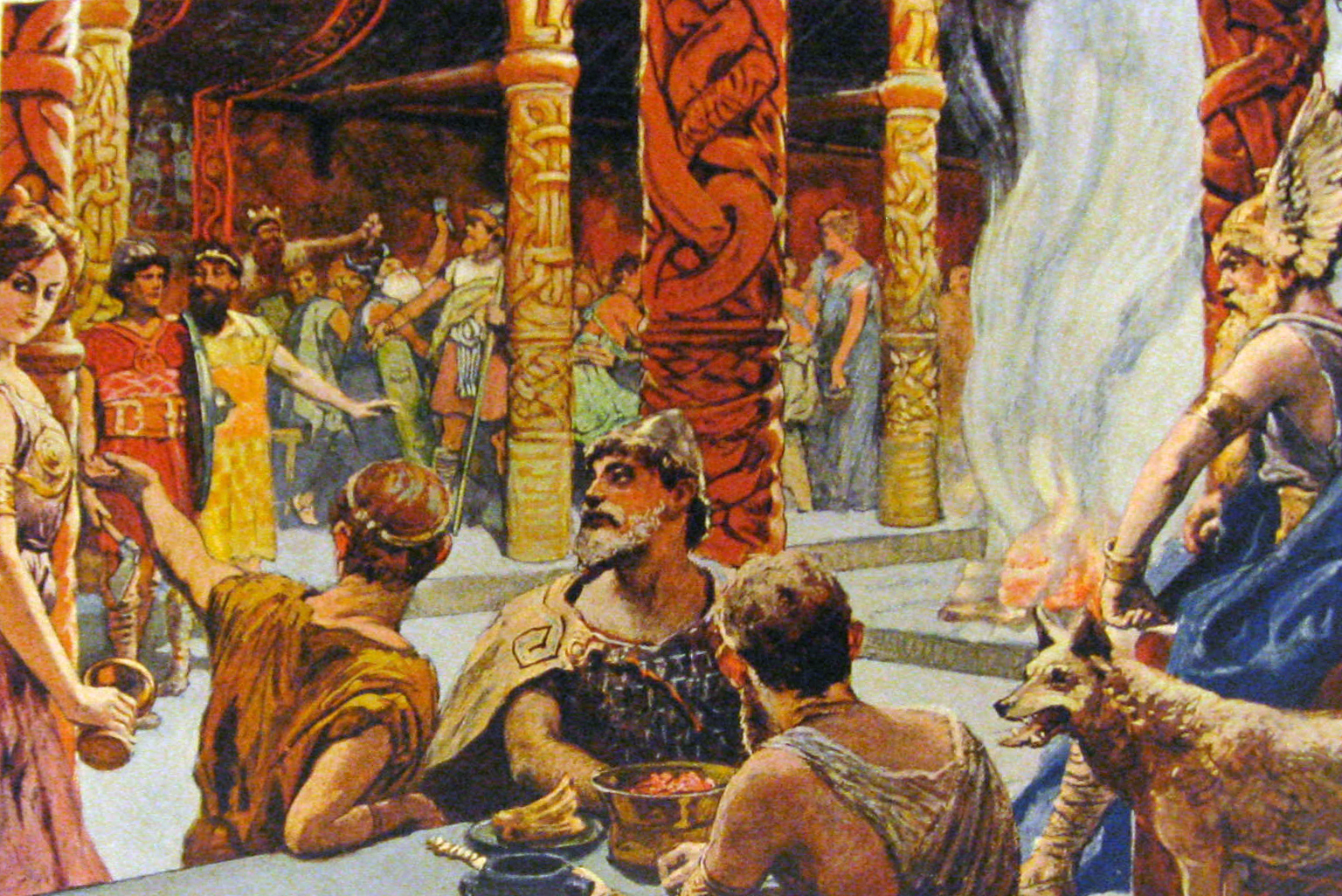
Вальхалла, Эмиль Дёплер

Начиная с X века в германо-скандинавской мифологии встречаются разнообразные примеры зал, где пребывают божества и мертвые. Наиболее известной является Вальхалла — зала где Один получает свою половину убитых в битве. Фрейя получает свою половину в Сессрумнире (др.-сканд. Sessrúmnir) в Фолькванге (др.-сканд. Fólkvangr). В этих залах собираются воины павшие в боях, где они ежедневно пируют, наслаждаются девами и рубятся насмерть.
В древней англосаксонской поэме «Беовульф» не раз упоминается об огромной зале, так называемом, «длинном доме» под названием Хеорот (в переводе «Палата Оленя»), в которой регулярно пировали даны. Великан-людоед Грендель приходил в этот дом по ночам на протяжении 12 лет и убивал его жителей, пока славный герой Беовульф не вызвался уничтожить чудовище.